# Sulfóxido de tiopropanal
El sulfóxido de tiopropanal (C3H6OS) es un gas que actúa como un agente lacrimógeno (disparador del lacrimeo y escozor al contacto con los ojos). La sustancia se libera desde la cebolla, Allium cepa, al cortarla. La liberación se debe a la ruptura de las células de cebolla y la consecuente liberación de enzimas llamadas alinasas. Estas enzimas descomponen aminoácidos sulfóxidos, generando ácidos sulfénicos. Un ácido sulfénico, el ácido 1-propenesulfénico, se forma cuando las cebollas se cortan, y es rápidamente reorganizado por una segunda enzima, llamada sintasa factor lacrimógeno o LFS, dando sulfóxido de tiopropanal. El gas se difunde por el aire y, en contacto con los ojos, estimula las neuronas sensoriales creando una sensación de escozor y dolor. Las lágrimas son liberadas por las glándulas lacrimales para diluir y limpiar los irritantes. Este compuesto es el que da origen a la expresión popular de que "picar cebolla hace llorar".
Junto con la alicina es el responsable del fuerte olor y sabor de la cebolla cruda.